# Back in Blood
Back in Blood ist das vierte Studioalbum der deutschen Death-Metal-Band Debauchery.

## Hintergrund
Für die Aufnahme zeichnete Dennis Ward (u. a. Pink Cream 69) im Musikstudio House Of Music verantwortlich.
Das Album wurde am 23. März 2007 veröffentlicht und war das erste Album der Band nach Vertragsunterzeichnung bei AFM-Records. Back in Blood erschien als CD in zwei Versionen – als Einzel-CD mit einem weißen Cover und als Doppel-CD-Digipak mit einem roten Cover. Die Anzahl und Reihenfolge der enthaltenen Lieder ist in beiden Versionen identisch, allerdings wurden beim Digipak die Stücke 12 bis 18 auf die zweite CD ausgelagert.

## Covergestaltung
Die Einzel-CD zeigt mittig eine schwarzhaarige Frau, die lediglich mit einem schwarzen Slip und schwarzen Stilettos bekleidet ist. Sie kniet breitbeinig auf dem Boden, den Oberkörper aufrecht, und scheint sich gerade aus einem Eimer mit roter Flüssigkeit übergossen zu haben. Diese Flüssigkeit hat sich flächig auf dem Oberkörper und zusätzlich auf den Armen und den Beinen verteilt. Außerdem ist der Boden teilweise bedeckt. Das Logo der Band ist in schwarz mittig über dem Bild am oberen Rand platziert, der in Kapitälchen geschriebene Albumtitel Back in Blood ist in kleinerer Schrifttype am unteren Rand zu sehen.
Das Cover der Digipak-Doppel-CD ist schlicht und zweifarbig gehalten. Auf durchgängig roter Fläche ist der Schriftzug der Band in voller Breite am oberen Rand zu sehen, der Albumtitel ist wie zuvor in Kapitälchen, aber dieses Mal in etwas größerer Type am unteren Rand platziert.

## Titelliste
| #  | Titel                                        | Länge | Kommentar                      |
| -- | -------------------------------------------- | ----- | ------------------------------ |
| 1  | Lords of Battle                              | 4:07  |                                |
| 2  | Baptise This World in Blood                  | 3:08  |                                |
| 3  | Praise the Blood God                         | 4:18  |                                |
| 4  | Back in Blood                                | 3:16  |                                |
| 5  | Masters of the Killing Art                   | 3:10  |                                |
| 6  | Butcher of Bitches                           | 4:24  |                                |
| 7  | Death Metal Maniac                           | 3:38  |                                |
| 8  | Manhunting                                   | 2:44  |                                |
| 9  | Alcohol Fueled Brutality                     | 3:18  |                                |
| 10 | True to the Skull Throne (and Bound to Kill) | 2:42  |                                |
| 11 | Storm of Iron                                | 2:46  |                                |
| 12 | I Can’t Dance                                | 3:54  | Coversong (Genesis)            |
| 13 | Weisses Fleisch                              | 3:37  | Coversong (Rammstein)          |
| 14 | 8 Days a Week                                | 2:48  | Coversong (The Beatles)        |
| 15 | Heavy Duty / Defenders of the Faith          | 3:25  | Coversong (Judas Priest)       |
| 16 | Kings of Metal                               | 3:36  | Coversong (Manowar)            |
| 17 | You Got Me Rocking                           | 3:36  | Coversong (The Rolling Stones) |
| 18 | War Is Coming (Chill Out Version)            | 3:18  | Coversong (Six Feet Under)     |

## Musikalische Aspekte
Die Band kombiniere auf dem Album „die Gitarrenlicks von älteren AC/DC-Songs mit tiefgelegten Gurgel-Vocals“ bzw. „Hardrock mit Deathvocals“, schrieb ein Redakteur von Metal.de.
Ähnlich formulierte es der Rezensent des Slam-Zines: Die Lieder atmeten „rifftechnisch tatsächlich viel vom Flair AC/DCs, während der Gesang erneut stark an einen gewissen, ähm, Chris Barnes erinnert“.

## Rezensionen
Frank Albrecht vergab 8,0 Punkte in seiner Rezension in Ausgabe 239 des Rock Hard und urteilte grundsätzlich positiv, wobei er auch ein Manko konstatierte:

„‚Back In Blood‘ ist Death Metal mit Gute-Laune-Garantie und ohne jegliche Schnörkel. Irgendwelche vetrackten Breaks oder Disharmonien wird man hier vergeblich suchen. Einziges Manko gegenüber dem Vorgänger ‚Torture Pit‘: Man vermisst den einen oder anderen Uptempo-Track zur Auflockerung.“

Bei Musikreviews gab es 6 von 15 Punkten und in der Rezension wurde skeptisch notiert:

„Die Hooks begeistern sofort, was der Platte im Langzeittest Defizite einbringt: Partymucke, ja – aber darüber hinaus nutzten sich Debauchery ab.“

Vergleichsweise salomonisch hieß es beim Slam-Zine:

„Wer die Schwaben bisher mochte, wird sie aufgrund dieses Albums nicht weniger mögen, und wer bis jetzt nichts mit ihnen anfangen konnte, wird es dabei belassen.“